# Nymphon pfefferi
Nymphon pfefferi är en havsspindelart som beskrevs av Loman, J.C.C. 1923. Nymphon pfefferi ingår i släktet Nymphon och familjen Nymphonidae. Inga underarter finns listade i Catalogue of Life.